# Liste der Baudenkmale in Wiendorf (Mecklenburg)
In der Liste der Baudenkmale in Wiendorf sind alle Baudenkmale der Gemeinde Wiendorf (Landkreis Rostock) und ihrer Ortsteile aufgelistet (Stand 10. Februar 2021).

## Neu Wiendorf
| ID  | Lage                                    | Bezeichnung          | Beschreibung | Bild |
| --- | --------------------------------------- | -------------------- | ------------ | ---- |
| 552 | Büdnerweg 9 (ehem. Dorfstr. 2) (Karte)  | Wohnhaus             |              |      |
| 553 | Büdnerweg 30 (ehem. Dorfstr. 7) (Karte) | Wohnhaus und Scheune |              |      |

## Niendorf
| ID  | Lage                    | Bezeichnung | Beschreibung | Bild |
| --- | ----------------------- | ----------- | ------------ | ---- |
| 555 | Lindenstraße 8 (Karte)  | Bauernhaus  |              |      |
| 556 | Lindenstraße 17 (Karte) | Bauernhaus  |              |      |

## Wiendorf
| ID  | Lage                      | Bezeichnung                         | Beschreibung | Bild                                |
| --- | ------------------------- | ----------------------------------- | --- | ----------------------------------- |
| 769 | Dorfmitte (Karte)         | Kirche mit Friedhof und Einfriedung | Gotische Dorfkirche vom 14. Jahrhundert aus Backstein mit drei kreuzrippengewölbten Jochen und quadratischen, niedrigen Turm auf Feldsteinsockel mit Pyramidendach; Sanierung von 1839; Triumphbogen zum Chor; neugotische Ausstattung. | Kirche mit Friedhof und Einfriedung |
| 767 | Hauptstraße 31 (Karte)    | Hallenhaus                          | |                                     |
| 768 | Hauptstraße 33 (Karte)    | Wohnhaus mit Querdielenscheune      | |                                     |
| 764 | Sabeler Straße 35 (Karte) | Wohnhaus                            | |                                     |
| 765 | Sabeler Straße 56 (Karte) | Wohnhaus/Scheune                    | |                                     |
| 766 | Sabeler Straße 67 (Karte) | Wohnhaus/Scheune                    | |                                     |

## Zeez
| ID  | Lage                   | Bezeichnung                              | Beschreibung | Bild |
| --- | ---------------------- | ---------------------------------------- | ------------ | ---- |
| 778 | Zum Denkmal 38 (Karte) | Wohnhaus                                 |              |      |
| 779 | Dorfstraße (Karte)     | Kriegerdenkmal 1914/18 und Friedenseiche |              |      |

## Quelle
Denkmalliste des Landkreises Rostock A ‐ Z (Stand: 10. Februar 2021; PDF, 497 KB). 